# Wiesbaden-Nordost

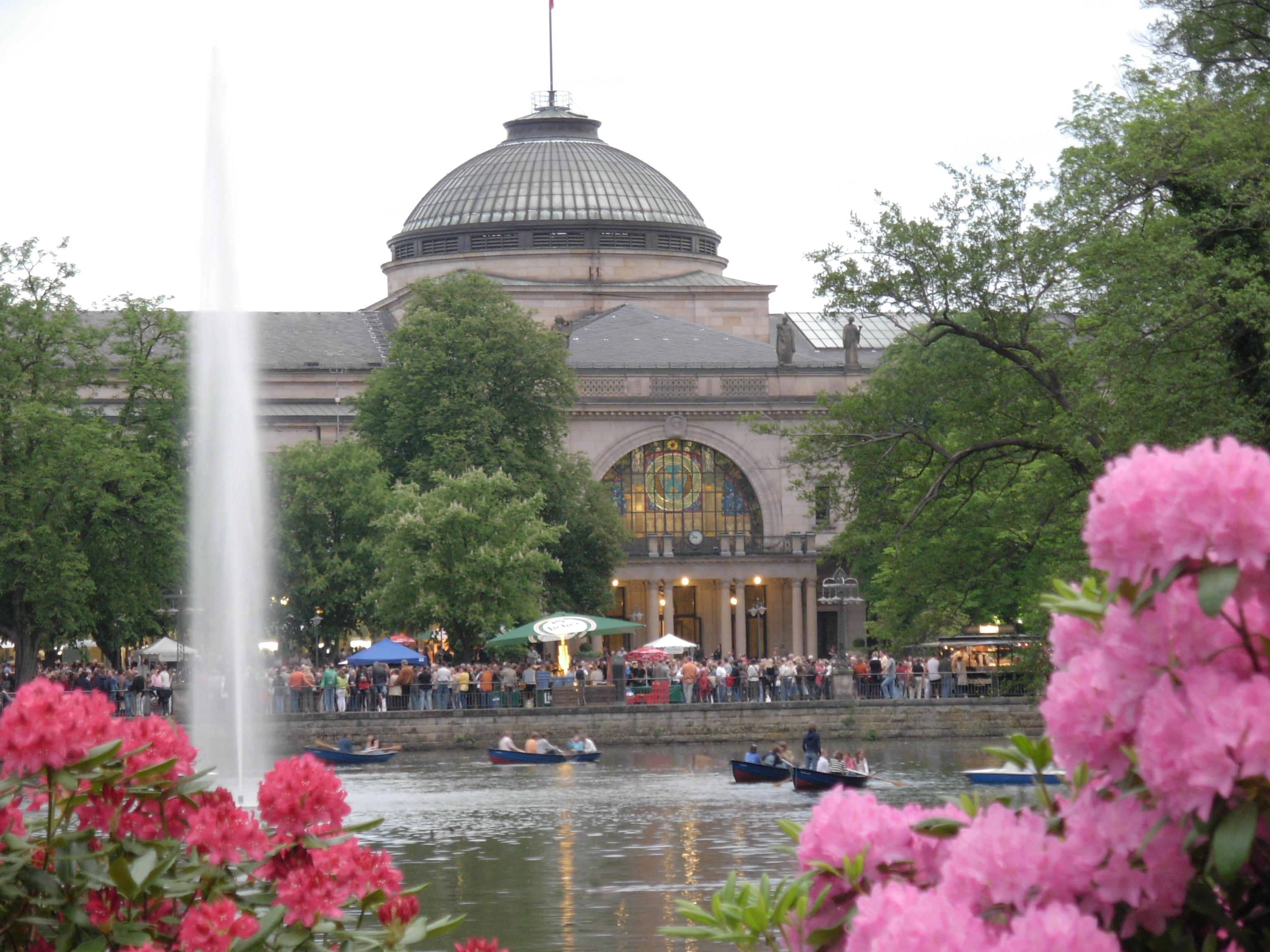
El Kurpark en Norodst

Wiesbaden-Nordost o Nordost es el principal distrito de Wiesbaden. (Nordost significa nordeste en alemán). Este distrito alberga al centro de la ciudad. Según el censo de 2012, este municipio era la autoridad local el segundo más grandes en Wiesbaden de sobre 20 kilómetros cuadrados, con una población de 22.600 habitantes. 